# Lippentriller
Ein Lippentriller ist eine Verzierungs-Art bei Blasinstrumenten. Anstatt den Triller mit den Fingern zu greifen, wird er ausschließlich mit Hilfe der Lippen erzeugt.
Diese Technik wurde von den Trompetern der Barockzeit, die ausschließlich ventillose Trompeten benutzten, virtuos beherrscht.
In der späteren Musikliteratur werden Lippentriller bei den Blechblasinstrumenten sowie bei der Querflöte verlangt.
Lippentriller ohne Instrument werden von den Musikern zum Lockern und Aufwärmen der Lippen angewandt.

## Beispiele
- Wolfgang Amadeus Mozart, Hornkonzert KV 417, Rondo (Takt 44–46 u. 142–144 ff.)
- Jack Teagarden

Der Begriff findet auch im Berliner Dialekt-Ausdruck mit Lippentriller pfeifen für ‘trinken’ Verwendung.